# Mladen Mladenović
Mladen Mladenović (ur. 13 września 1964 w Rijece) – chorwacki piłkarz występujący na pozycji środkowego pomocnika. Jego atrybuty fizyczne z czasów, kiedy grał jeszcze w piłkę nożną to 178 cm i 76 kg. Posługuje się językiem chorwackim i hiszpańskim.

## Kariera klubowa
Karierę zaczynał w sezonie 1984/1985 w zespole NK Rijeka, z którym związana była cała jego późniejsza kariera. Mladenović w swoim premierowym sezonie w lidze jugosłowiańskiej wystąpił w 9 meczach, nie zdobył żadnego gola. Sezon 1985/1986 rozpoczął na wypożyczeniu w zespole NK Zadar, gdzie przeszedł z Rijeki. Tam otrzymywał więcej szans na grę - wystąpił 16 razy i zdobył aż 4 gole, a następna połówka sezonu to powrót do Rijeki i występy w 11 meczach, gdzie dołożył kolejne 2 trafienia. Sezon 1986/1987 nie był udany zarówno dla Rijeki, która zajęła dopiero 13. miejsce w lidze, a sam Mladenović wystąpił w zespole tylko 4 razy i nie pokonał bramkarza rywali ani razu. Sezon 1987/1988 był bardzo udany dla Mladenovicia, który stał się pierwszoplanową postacią zespołu NK Rijeka i wystąpił aż w 30 meczach i strzelił 5 goli. Sezon 1988/1989 był jeszcze bardziej udany, ponieważ Mladenović wystąpił w 33 meczach i strzelił aż 13 bramek, co było znakomitym osiągnięciem. Nic dziwnego, że kapitalną formę zawodnika zauważyli włodarze najlepszego zespołu pochodzącego z Chorwacji, Dinama Zagrzeb. Zawodnik zdobył tam także swoje pierwsze trofeum - wicemistrzostwo Jugosławii. Mladenović wystąpił w składzie zagrzebskiego klubu 28 razy, zdobywając 6 bramek. Sezon 1991/1992 zawodnik spędził w klubie Segunda División, CD Castellón. Warto zauważyć, że jako jeszcze bardzo młodzi gracze w barwach tego zespołu występowali m.in. Mutiu Adepoju czy Gaizka Mendieta. Mladenović wystąpił w 36 meczach zespołu, zdobywając 12 goli. Sezon 1992/1993 był już mniej udany - Castellon zajęło 17 pozycję w lidze, cudem ratując się od spadku, a i sam Mladenović nie grał zbyt wiele i wrócił do ojczyzny. Sezon 1993/1994 
to powrót do Rijeki i 6. miejsce w lidze. Rijeka przegrała w dwumeczu finałowym z zespołem Dinama Zagrzeb - Puchar Chorwacji powędrował do "niebieskich" którzy wygrali u siebie 2:0, by w rewanżu polec 0:1. Fenomenalnie spisywał się Mladenović, który w 31 występach strzelił aż 20 goli, ale do korony króla strzelców zabrakło aż 9 goli, którą zdobył Goran Vlaović. Nic więc dziwnego, że znakomite występy Mladena przyciągnęły uwagę austriackiego zespołu Austria Salzburg, którzy w sezonie 1994/1995 postanowili zatrudnić Mladenovicia. Sezon był znakomity - Mladenović wraz z drużyną zdobyli mistrzostwo Austrii i awansowali do Champions League. Wygrali także Superpuchar Austrii po zwycięstwie nad Austrią Wiedeń 2:1. Mladenović wystąpił w 31 meczach i zdobył 8 goli. Sezon 1995/1996 był bardzo dobry, ale już nie tak udany jak poprzedni dla Mladena - wystąpił tylko w 15 meczach, ale po raz kolejny błysnął dobrą dyspozycją strzelecką i ustrzelił 7 goli. Austria Salzburg spisała się fatalnie - z tronu mistrzowskiego spadli na 8. miejsce, nie powiodło im się także w Pucharze Austrii. Sezon 1996/1997 - zawodnik podjął decyzję o wyjeździe do Kraju Kwitnącej Wiśni, gdzie występował w zespole Gamba Osaka. Gamba zajęła tam jednak dopiero 12. miejsce, a sam zawodnik wystąpił w 20 meczach i zdobył aż 11 goli, co było prawie 1/3 wszystkich goli zdobytych przez Gambę. Sezon 1997/1998 był nieco bardziej udany, bo zespół z Osaki zajął 8. miejsce, ale sam zawodnik wrócił do Chorwacji już na samym początku sezonu - wrócił i zagrał w zespole Hajduka Split, z którym wywalczył wicemistrzostwo ligi chorwackiej. W połówce sezonu przeszedł jednak ponownie do zespołu NK Rijeka, gdzie jednak wystąpił tylko raz i pożegnał się, zakończając wspaniałą karierę zawodnika.
Mladenović po zakończeniu kariery, zdał egzaminy trenerskie na Akademii Wychowania Fizycznego w Zagrzebiu i poświęcił się pracy szkoleniowej. Obecnie jest trenerem III-ligowej drużyny NK Žminj.

## Kariera reprezentacyjna
W reprezentacji zadebiutował 17 października 1990 w Zagrzebiu, był to także pierwszy mecz reprezentacji Chorwacji po odzyskaniu niepodległości. Przeciwnikiem Chorwatów była reprezentacja USA, a Chorwaci wygrali ten mecz 2:1. Karierę reprezentacyjną zakończył 23 czerwca 1996 w meczu rozgrywanym w Manchesterze z Niemcami w meczu ćwierćfinałowym Euro 1996. Chorwaci przegrali ten mecz 2:1. Ogółem Mladenović w reprezentacji wystąpił 19 razy i strzelił 3 gole - 2 gole strzelił w meczu towarzyskim rozgrywanym w Győrze przeciwko Węgrom – 2 gole zapewniły Chorwatom remis 2:2. Swojego ostatniego gola strzelił w meczu kwalifikacji 3 września 1995 przeciwko Estonii – był to gol na 1:0, a Chorwaci wygrali ten mecz stosunkiem goli aż 7:1.
- 1. 17 października 1990 Zagrzeb, Chorwacja – USA 2:1
- 2. 22 grudnia 1990 Rijeka, Chorwacja – Rumunia 2:0
- 3. 6 czerwca 1991 Murska Sobota, Słowenia – Chorwacja 0:1
- 4. 25 czerwca 1993 Zagrzeb, Chorwacja – Ukraina 3:1
- 5. 20 kwietnia 1994 Bratysława, Słowacja – Chorwacja 4:1
- 6. 18 maja 1994 Győr, Węgry – Chorwacja 2:2
- 7. 4 czerwca 1994 Zagrzeb, Chorwacja – Argentyna 0:0
- 8. 17 sierpnia 1994 Tel Awiw-Jafa, Izrael – Chorwacja 0:4
- 9. 9 października 1994 Zagrzeb, Chorwacja – Litwa 2:0
- 10. 16 listopada 1994 Palermo, Włochy – Chorwacja 1:2
- 11. 29 marca 1995 Wilno, Litwa – Chorwacja 0:0
- 12. 11 czerwca 1995 Kijów, Ukraina – Chorwacja 1:0
- 13. 3 września 1995 Zagrzeb, Chorwacja – Estonia 7:1
- 14. 8 października 1995 Split, Chorwacja – Włochy 1:1
- 15. 15 listopada 1995 Lublana, Słowenia – Chorwacja 1:2
- 16. 24 kwietnia 1996 Londyn, Anglia – Chorwacja 0:0
- 17. 16 czerwca 1996 Sheffield, Chorwacja – Dania 3:0
- 18. 19 czerwca 1996 Nottingham, Chorwacja – Portugalia 0:3
- 19. 23 czerwca 1996 Manchester, Niemcy – Chorwacja 2:1

## Sukcesy i statystyki
- wicemistrzostwo Jugosławii w sezonie 1990/1991 wraz z Dinamem Zagrzeb
- mistrzostwo Austrii w sezonie 1994/1995 wraz z Austrią Salzburg
- wicemistrzostwo Chorwacji w sezonie 1997/1998 wraz z Hajdukiem Split

| Sezon   | Klub             | Kraj       | Rozgrywki                            | Mecze | Bramki |
| ------- | ---------------- | ---------- | ------------------------------------ | ----- | ------ |
| 1984/85 | NK Rijeka        | Jugosławia | Prva liga                            | 9     | 0      |
| 1985/86 | NK Zadar         | Jugosławia | Prva liga                            | 16    | 4      |
| 1985/86 | NK Rijeka        | Jugosławia | Prva liga                            | 11    | 2      |
| 1986/87 | NK Rijeka        | Jugosławia | Prva liga                            | 4     | 0      |
| 1987/88 | NK Rijeka        | Jugosławia | Prva liga                            | 30    | 5      |
| 1988/89 | NK Rijeka        | Jugosławia | Prva liga                            | 33    | 13     |
| 1990/91 | Dinamo Zagrzeb   | Jugosławia | Prva liga                            | 28    | 6      |
| 1991/92 | CD Castellón     | Hiszpania  | Segunda División                     | 36    | 12     |
| 1992/93 | CD Castellón     | Hiszpania  | Segunda División                     | ?     | ?      |
| 1993/94 | NK Rijeka        | Chorwacja  | Prva HNL                             | 31    | 20     |
| 1994/95 | Austria Salzburg | Austria    | Bundesliga austriacka w piłce nożnej | 31    | 8      |
| 1995/96 | Austria Salzburg | Austria    | Bundesliga austriacka w piłce nożnej | 15    | 7      |
| 1996    | Gamba Osaka      | Japonia    | J-League                             | 20    | 11     |
| 1997    | Gamba Osaka      | Japonia    | J-League                             | 0     | 0      |
| 1997/98 | Hajduk Split     | Chorwacja  | Prva HNL                             | 12    | 4      |
| 1997/98 | NK Rijeka        | Chorwacja  | Prva HNL                             | 1     | 0      |